# Оккупация Литвы нацистской Германией

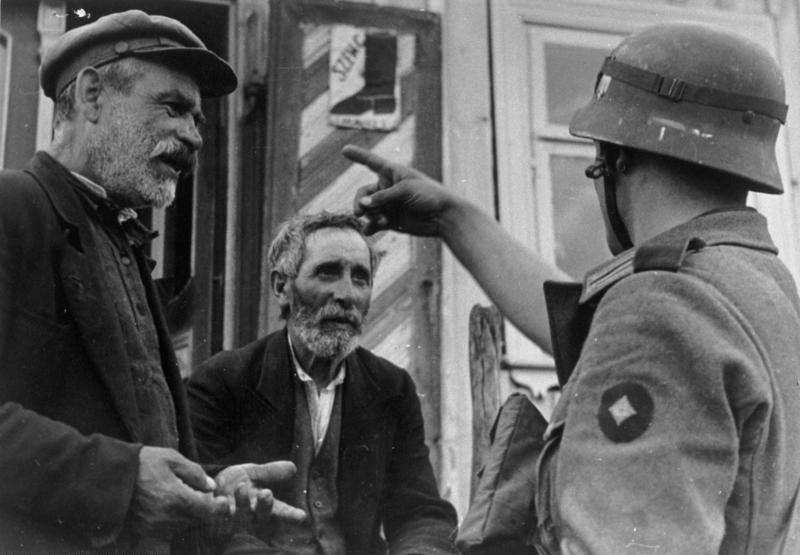
Литовские евреи и обершутце Войск отрядов охраны Германии, 24 июня 1941 года.

Оккупа́ция Литвы́ наци́стской Герма́нией (лит. Nacių okupacija Lietuvoje) продолжалась в период с 22 июня 1941 года по 28 января 1945 года, во время Великой Отечественной войны.
На первом этапе литовцы воспринимали немцев как освободителей от советского репрессивного режима. В надежде на восстановление независимости и автономии литовцы организовали Временное правительство. Вскоре их отношение к немцам ухудшились, так как нацисты считали литовцев одной из низших рас и эксплуатировали их в целях военных и экономических интересов нацистской Германии. В период оккупации погибло 370 тысяч жителей Литвы, в том числе 190 тысяч литовских евреев.

## Предыстория

### Отношения между Литовской республикой и Германским рейхом
После немецкого ультиматума (20 марта 1939 года) по поводу Клайпеды, 22 марта 1939 года между Литовской республикой и Германским рейхом в Берлине был заключён договор. Согласно ему Клайпедский Край (который был отторгнут от Германии согласно Версальскому договору) вновь воссоединялся с Германским Рейхом. Из Клайпедского края подлежали немедленной эвакуации Литовские военные и полицейские силы. Во исполнение решения об укреплении и развитии дружеских отношений между Литвой и Германией обе стороны обязались не использовать друг против друга силу и не поддерживать третью сторону в её попытках использовать силу против любой из сторон. Подписали Урбшис и Риббентроп. 1 апреля 1939 года его ратифицировал президент Литвы Сметона:
Я, Антанас Сметона, Президент Литовской Республики, рассмотрев оговариваемый Договор и ознакомившись с ним, опираясь на статью 112 Конституции Литвы, заявляю, что одобряю его, принимаю, ратифицирую и от имени Литовской Республики обязуюсь его неукоснительно соблюдать.

В подтверждение сказанного подписываю этот документ и прилагаю печать Республики.

### Раздел сфер влияния между Германией и СССР
В августе 1939 года Советский Союз и нацистская Германия подписали немецко-советский пакт о ненападении и секретный дополнительный протокол к нему, разделив Центральную и Восточную Европу на сферы влияния. Литва первоначально находилась в немецкой сфере влияния, однако после начала Второй мировой войны и раздела Польши между Германией и СССР 28 сентября был заключён «Договор о дружбе и границе между СССР и Германией» (к которому прилагался соответствующий Секретный дополнительный протокол), по которому Литва была передана в сферу влияния СССР.

### Присоединение Литвы к СССР

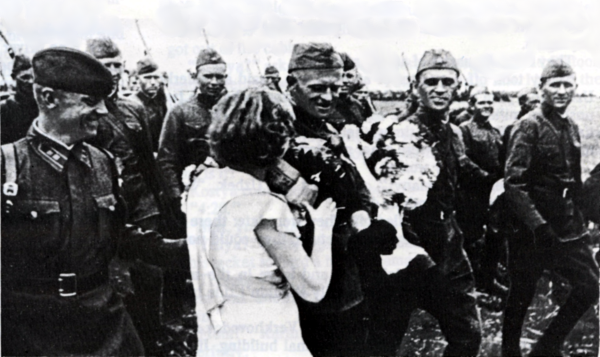
Советские войска в Литве, июнь 1940

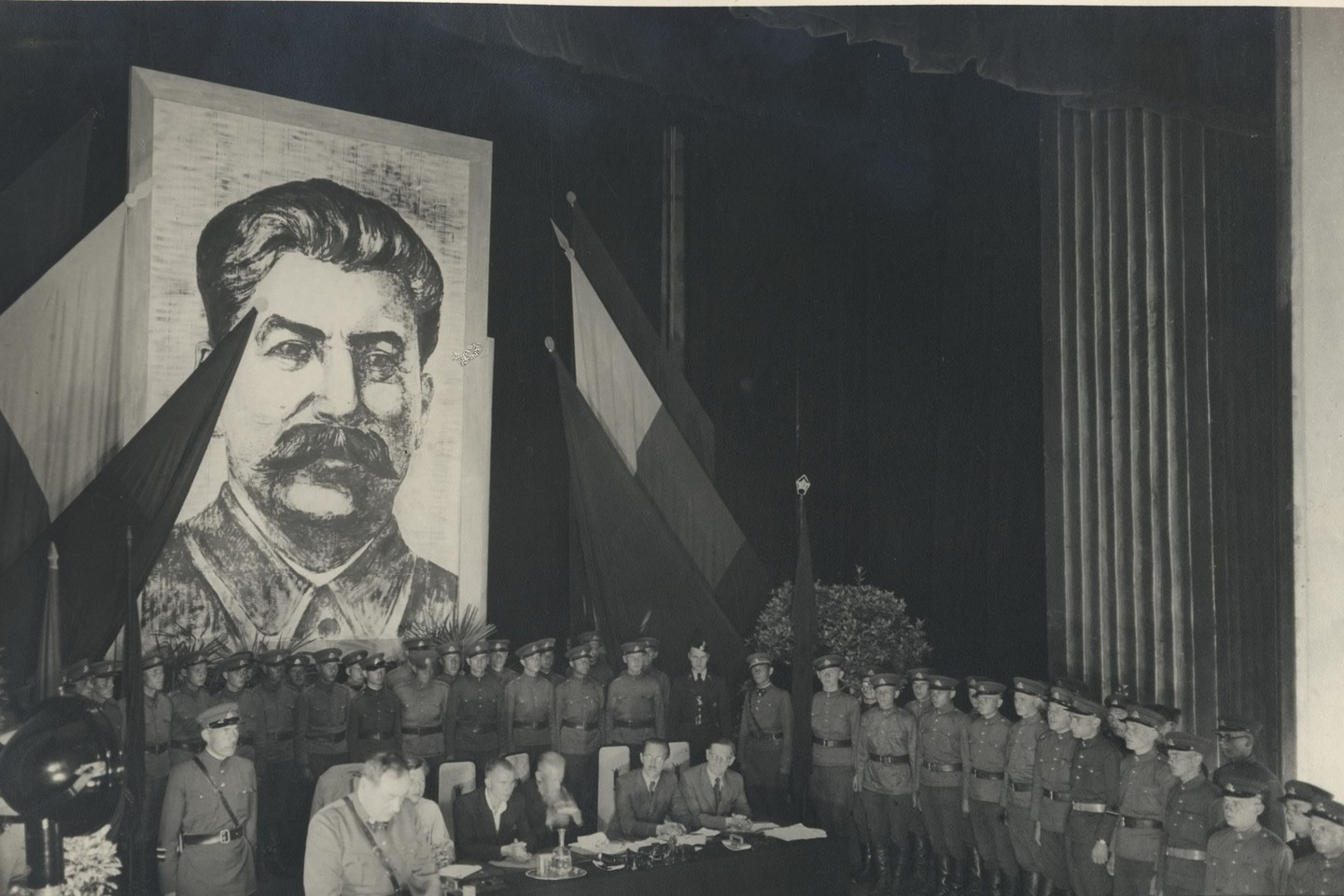
Делегация литовской народной армии на заседании Народного Сейма (1940 год)

После подписания германо-советского договора о дружбе СССР оказал давление на Литву с целью вынудить её подписать советско-литовский договор о взаимной помощи. Согласно этому договору Литва получила от СССР Виленский край (в том числе Вильнюс, историческую столицу Великого княжества Литовского) в обмен на пять советских военных баз на территории Литвы. Эти территории были спорными между Польшей и Литвой со времен польско-литовской войны 1920 года и были заняты Красной Армией после советского выдвижения в Польшу вслед за капитуляцией польского правительства в сентябре 1939 года.
14 июня 1940 года Советский Союз выдвинул ультиматум с требованием отставки правительства Литвы и разрешения на ввод дополнительного контингента советских войск под угрозой начала военных действий против Литвы. Литва приняла ультиматум, и советские военные к 15 июня взяли под контроль основные города страны. Были организованы выборы в Народный сейм, который затем провозгласил создание Литовской Советской Социалистической Республики и обратился к Верховному совету СССР с просьбой о включении республики в состав Советского Союза.
Литва была советизирована: все политические, культурные и религиозные организации, кроме коммунистической партии, были запрещены, промышленность и земля национализированы. До выборов в Народный сейм силами Департамента государственной безопасности Литовской республики с подачи советской стороны были проведены довольно масштабные аресты руководителей «антигосударственных» партий, однако эта операция по своему характеру напоминала аресты, сопровождавшие ранее происходившие в Прибалтике государственные перевороты, хотя и получила советскую специфику (например, в сведениях на арестуемых указывался уровень материального достатка).
С приближением начала Великой Отечественной войны выявилось, что органы НКГБ Литовской ССР не справляются с контрразведывательной и агентурной работой: по состоянию на вторую декаду мая 1941 г. не был налажен даже оперативный учёт антисоветских элементов, которых следовало бы изолировать на случай войны. Старт реальной подготовке списков подлежащих депортации лиц был дан специальным указанием наркома госбезопасности СССР В. Меркулова 19 мая 1941 г. При этом в Литве плодились антисоветские структуры, в которые вливались бывшие чиновники буржуазной Литвы, чему способствовала поддержка спецслужб нацистской Германии. В ноябре 1940 г. бывший посол Литвы в Германии К. Шкирпа организовал в Берлине пронацистский Фронт литовских активистов. Тем не менее с августа 1940 по май 1941 гг. уголовному и политическому преследованию в Литве было подвергнуто в общей сложности не более 4 тысяч человек. Депортация 14 июня 1941 года не выполнила задачи подавления антисоветского подполья, хотя и подорвала его: были арестованы ключевые командиры и около 300 офицеров, состоявших во Фронте литовских активистов.

## Немецкая оккупация территории Литвы

### Немецкие планы в отношении Литвы
Среди тех, кто подходил для «онемечивания» или расового «обновления» (Umvolkung) в соответствии с критериями «нордического типа», были литовцы, эстонцы и латыши. По мнению заведующего расово-политическим отделом министерства оккупированных восточных территорий д-ра Э. Ветцеля, представители этих народов нужны для того, чтобы с их помощью осуществлять управление обширными территориями на Востоке. Прибалты подходили на эту роль, потому что они воспитывались в европейском духе и «усвоили по меньшей мере основные понятия европейской культуры».

### Нацистское вторжение

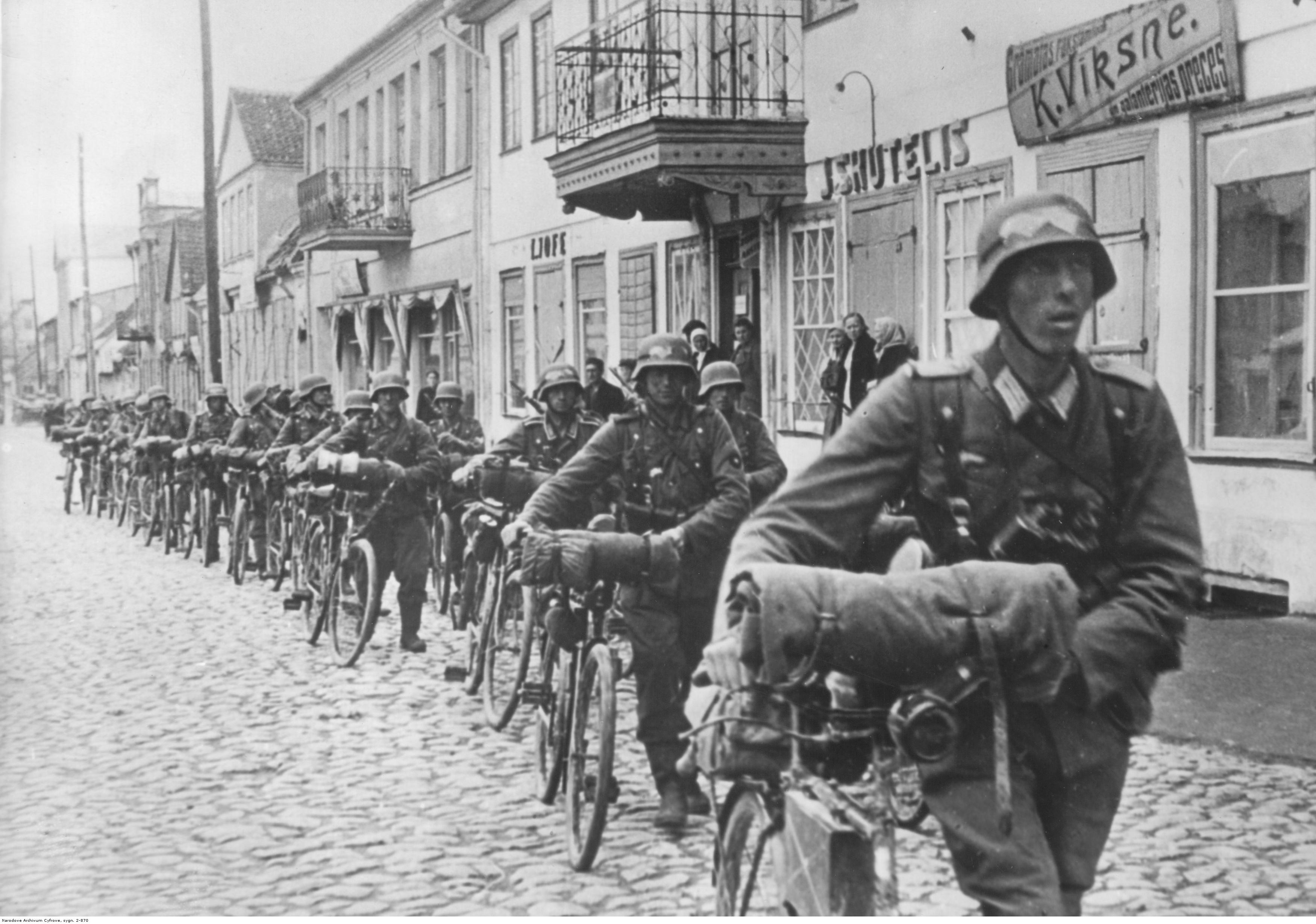
Солдаты вермахта маршируют по литовскому городу

В 3:40 22 июня 1941 года немецкая авиация нанесла удар по советским аэродромам, а также по районам сосредоточения и выдвигающимся колоннам войск. В 4:00 началась кратковременная артиллерийская подготовка, после чего немецкие войска перешли в наступление и началось приграничное сражение. Главный удар наносили танковые соединения, прорывая оборону и не останавливаясь для боёв с расчленёнными советскими соединениями, продвигались на восток. Каунас был захвачен 23 июня, Вильнюс — 24 июня. Во время Расейняйского сражения советские военные пытались нанести контрудар, усиленный танками, но потерпели тяжёлое поражение. 26 июня были захвачены Даугавпилс и Шяуляй, 29 июня — Паневежис. В течение недели германские войска потеряли 3362 человека, но контролировали всю территорию Литвы.
Литовцы приветствовали немцев как освободителей от советского режима, рассчитывая на восстановление независимости. Во многих городах Литвы в первый же день войны начались организованные вооружённые выступления подпольного в советский период Литовского фронта активистов (ЛФА), которые захватывали под контроль стратегически важные объекты и целые города, нападали на отступающие подразделения Красной армии и убивали советских активистов. 23 июня в Каунасе была провозглашена власть Временного правительства Литвы во главе с Юозасом Амбразявичусом. В Вильнюсе был сформирован самостоятельный Гражданский комитет Вильнюсского уезда и города (лит. Vilniaus miesto ir srities piliečių komitetas) во главе с преподавателем Вильнюсского университета Стасисом Жакевичюсом.

### Оккупационная администрация
Немцы не признали Временное правительство и к 28 июля сформировали собственную администрацию в рамках Рейхскомиссариата Остланд. Генеральным комиссаром Литвы был назначен Теодор Адриан фон Рентельн. Территория генерального округа Литва (нем. Generalbezirk Litauen) была разделена на 4 округа (нем. Gebiet) с центрами в Вильнюсе, Каунасе, Паневежисе и Шяуляе. В дальнейшем структура округов была изменена и к 1 июня 1944 года генеральный округ включал:
- Вильнюсский городской округ (Kreisgebiet Wilna-Stadt)
- Вильнюсский округ (нем. Kreisgebiet Wilna-Land)
- Каунасский городской округ (нем. Kreisgebiet Kauen-Stadt)
- Каунасский округ (нем. Kreisgebiet Kauen-Land)
- Шяуляйский округ (нем. Kreisgebiet Schaulen-Land)
- Паневежеский округ (нем. Kreisgebiet Ponewesch-Land)

Администрация рейхскомиссариата состояла из 4-х отделов и в этой структуре работало 370 должностных лиц.
5 августа 1941 года Временное правительство Литвы было распущено германскими оккупационными властями, изданные этим правительством законы были аннулированы. 3 сентября оккупационные власти распустили Гражданский комитет Вильнюсского уезда. Лояльные к германским властям сторонники ЛФА вошли в состав оккупационной полиции (шуцманшафт) и местных администраций, литовскую администрацию генерального округа Литва возглавил бывший генерал-лейтенант литовской армии Пятрас Кубилюнас.

### Письмо Гитлеру[8]

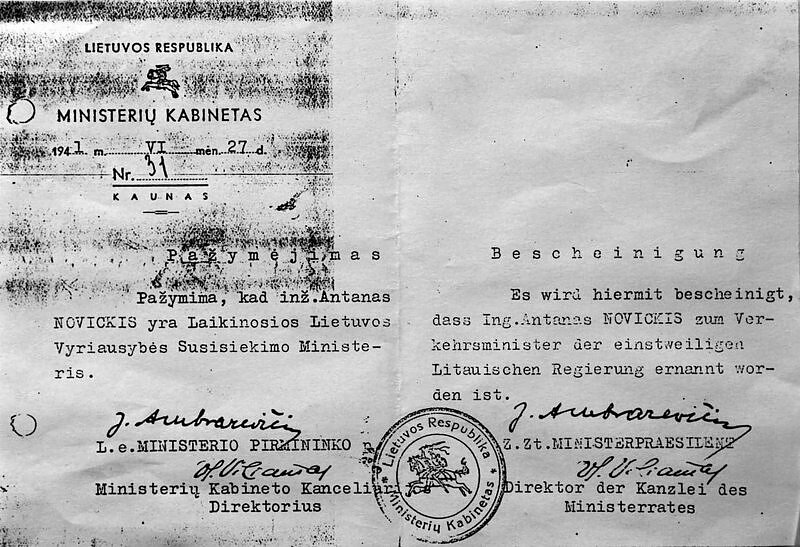
Удостоверения члена Временного правительства Литвы Антанаса Новицкиса на литовском и немецком языках

15 сентября 1941 года руководство ЛФА обратилось с письмом к Адольфу Гитлеру, в котором напомнило о своих заслугах в быстром продвижении немецких частей через территорию Литвы и выразило недовольство тем, что немецкая гражданская власть запретила высшее образование на литовском языке, все газеты на литовском языке, выпуск и продажу книг на литовском языке, включая изданный перед войной научный словарь, вытесняет литовский язык из радиопередач и запретила исполнение литовского национального гимна. Кроме того, на горе Гедимина снят литовский флаг и запрещено праздновать литовские национальные праздники. «В связи с тем, что Литву считать частью СССР нельзя, а, с другой стороны, никаким международным актом Литовская республика не была отменена, становится непонятно, почему рейхскомиссар по делам Остланда в своем послании литовцам от 28 июля говорит о нём как об „области бывшего независимого Литовского государства“. Выходит так, что большевики, против которых литовцы воевали вместе с немецкими солдатами, признают Литовскую республику, вышедшую из СССР, как независимое государство, а Германия, которой Литва помогла бороться с большевиками, считает Литовскую республику бывшим [независимым] государством (ehemaliger Freistaat. — нем.).»

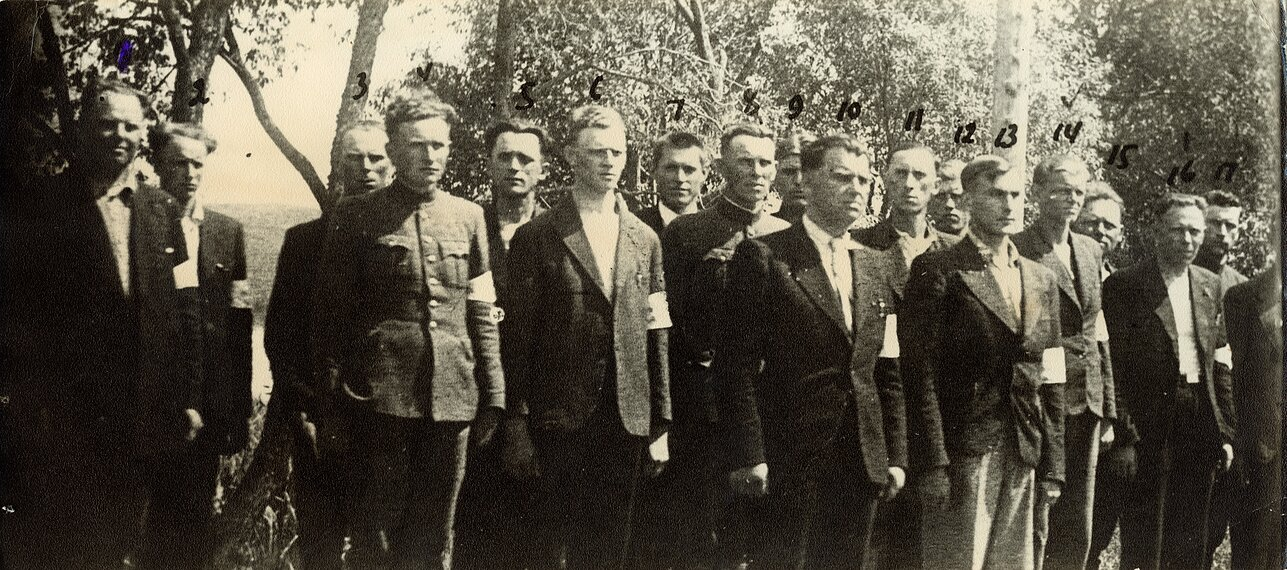
Участники ЛФА в Зарасай, 1941 год

В письме было высказано возмущение нарушением имущественных прав литовцев, особенно на селе. «Городские дома, предприятия, земельные наделы должны были быть возвращены тем, кому все это принадлежало до вторжения в Литву большевиков. Однако немецкие гражданские власти в Литве, остановившие работу литовского правительства, начали уничтожать все то, что было сделано для возвращения национализированного имущества законным собственникам… Мало того, указ генерального комиссара в Каунасе от 20 августа настоящего г. об уборке урожая и севе делает имущественные отношения ещё более неустойчивыми, чем они были в большевистские времена. Хотя большевистскими актами во время национализации земля и была признана собственностью государства, но каждый, кому она была оставлена, владел её лично… То, что плохими законами хотела сделать большевистская власть, по непонятным причинам сделала немецкая гражданская власть в Литве. Тысячи хороших хозяев, которые продержались в сельском хозяйстве в большевистские времена, хотят вытолкнуть из сельского хозяйства по совсем непонятным причинам». Руководители фронта недоумевали, почему лучшие хозяйства, где большевики пытались организовать совхозы, не были возвращены законным владельцам, а поступили в распоряжение немецкой администрации и назначенных ею управляющих. «Сложилось такое положение, что в Литве гражданская немецкая власть реставрирует или поддерживает такие институты советской власти, как национализация земли, национализация жилых домов, институт государственных хозяйств, профессиональные союзы с их задачами в сфере социального страхования и труда, советское социальное страхование и т.д… Литовцам совершенно непонятно, почему немецкая гражданская власть в Литве хочет руководить их жизнью большевистскими принципами».
Деятели фронта попытались вести диалог на равных, считая себя представителями своего государства и высказывая претензии по всем пунктам, включая обменный курс советского рубля на рейхсмарки (1 RM =10 Rb), назвав его «наложением контрибуции на Литву». Политику покупки литовских товаров за бесценок при таком курсе они назвали разрушением экономики Литвы, которое приведет к обнищанию населения и сокращению продовольственных запасов, а затем и голоду.
Беспокойство фронта вызвало и намерение германской администрации использовать труд литовцев «не на месте их постоянного жительства». Это сравнивалось с депортацией, проведенной 14 июня советскими властями.
В заключение авторы письма — высшие офицеры, научные и культурные деятели — выразили надежду на то, что «указанные в меморандуме ненормальные явления литовской жизни могли бы исчезнуть, если бы было признано дальнейшее существование литовского государства и если бы государственной жизнью страны руководило литовское правительство. Таково горячее желание и просьба всего литовского народа».
26 сентября 1941 года ЛФА был распущен.

## Литовский коллаборационизм

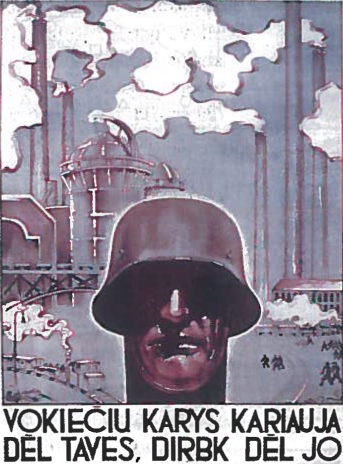
Нацистский плакат «Немецкий солдат воюет ради тебя — работай ради его»

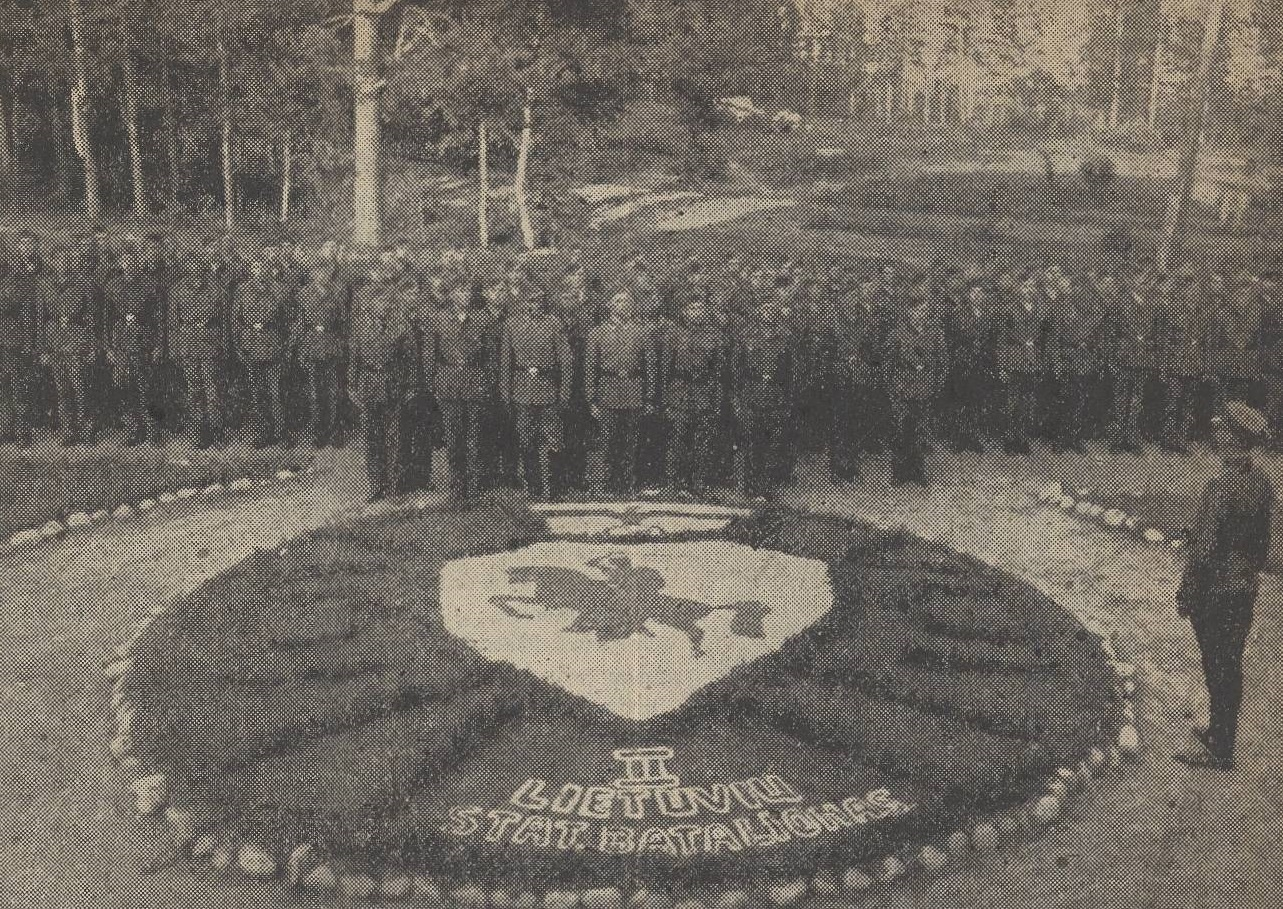
Личный состав 2-о литовского строительного батальона (1944 год)

Из литовских националистических формирований было создано 22 стрелковых батальонов самообороны (номера с 1-го по 15-й с 251-го по 257-й, см. общий список дивизий рейха здесь), т. н. «шутцманшафтбатальоны» или «Шума», каждый численностью 500—600 человек. Они имели в составе немецкие группы связи во главе с офицером и 5-6 унтер-офицерами. Общая численность военнослужащих этих формирований достигала 13 тысяч, из них 250 были офицерами. Часть из них привлекалась к карательным акциям не только в Литве, но и за её пределами: так, 12-й батальон размещался в Минске и с октября 1941 по март 1942 года уничтожил свыше тысячи мирных жителей и более 9 тысяч советских военнопленных.
В районе Каунаса все литовские полицейские группы Климайтиса были объединены в батальон «Каунас» в составе 7 рот.
В период с июня по декабрь 1941 года карательные функции на территории генерального округа Литва осуществляли айнзатцгруппы А и B. На базе айнзатцгруппы А в декабре 1941 года были сформированы органы полиции безопасности и СД. Начальником был назначен Карл Егер, в 1943 году Егера сменил оберфюрер СС Вильгельм Фукс. Управление полиции безопасности и СД размещалось в Каунасе. Немецкой полиции подчинялось Литовское управление безопасности (Литовская полиция безопасности — LSP или «Saugumas»), некоторые подразделения которого напрямую возглавляли сотрудники СД. Полицию безопасности возглавил полковник Витаутас Рейвитис.
Весной 1942 года в Литве прошла мобилизация в так называемую вспомогательную транспортную службу («Литовский транспортный корпус») вермахта мужчин 1919—1922 гг. рождения. Несмотря на то, что за неявку на призывные пункты грозили военный суд и приговор вплоть до смертной казни, всего призвали 7000 человек. Они участвовали в оборонительных работах, подвозе продовольствия и боеприпасов на передовую.
1 февраля 1943 года руководитель СС и полиции в Литве бригадефюрер СС и генерал-майор полиции Л. Высоцкий предложил немецкому генеральному комиссару Литвы Т. А. фон Рентельну план создания Литовского легиона СС, однако набор добровольцев в легион провалился: записалось лишь немногим более 3 000 человек (ввиду недостаточного количества добровольцев их направили на службу в полицейские батальоны). Латышский и Эстонский добровольческие легионы СС оккупантами были сформированы. Провалилась и мобилизация литовских рабочих для работы в промышленности в Рейхе, проводимая во второй половине 1943 года — набрали чуть более 8 000 человек.
Всего в годы войны немцам служило около 50 тыс. человек, из которых 20 тыс. были в вермахте, 17 тыс. — во вспомогательных формированиях, остальные — в полиции и самообороне.

## Холокост в Литве

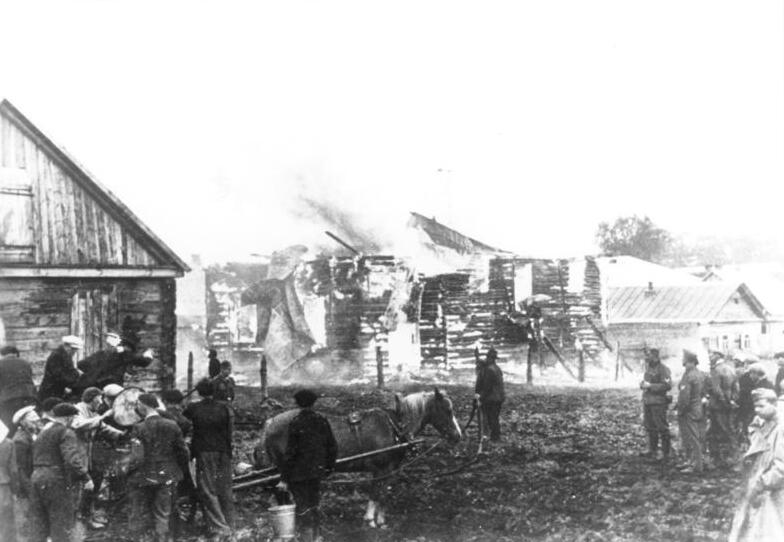
Подожженная германскими солдатами синагога

В период оккупации германские войска и местные коллаборационисты систематически преследовали и истребляли еврейское население Литвы. Геноцид евреев осуществлялся на основе официальной доктрины нацистской Германии «окончательного решения еврейского вопроса». На первом этапе проводились аресты и массовые убийства. С осени 1941 года небольшое число уцелевших изолировали в нескольких гетто, в конце оккупации было проведено почти поголовное уничтожение оставшихся. В результате такой политики было уничтожено до 95—96 % евреев, проживавших в Литве до начала войны.
К моменту нападения Германии на СССР в Литве жило от 225 до 265 тысяч евреев, включая 13—15 тысяч беженцев из Польши, 6 тысяч беженцев из Клайпеды и 10—12 тысяч евреев в переданных из Белоруссии Литве осенью 1940 года районах.

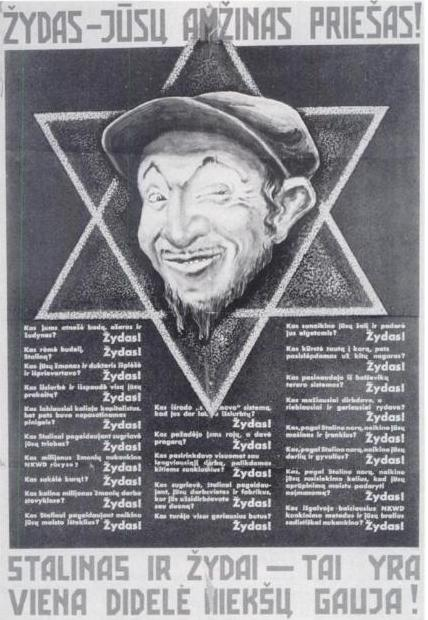
Антисемитский и антисоветский плакат на литовском языке

В отличие от других оккупированных немецкими нацистами стран, где геноцид евреев проводился постепенно (начиная с ограничения гражданских прав, потом ограбление, концентрация евреев в гетто и перемещение их в лагеря смерти), массовые казни евреев в Литве начались с первых же дней — с антисоветского восстания, отступления Красной армии и прихода немецкой армии С августа по декабрь 1941 года на территории Литвы было убито от 130 до 140 тысяч евреев. К ноябрю остатки еврейских общин (около 40—43 тысяч человек) были сосредоточены в гетто четырёх городов — Вильнюса, Каунаса, Шяуляя и Швянчёниса, где их заставляли работать на немецкую военную промышленность. Условия жизни в гетто были невыносимыми из-за сильной скученности, недостатка питания и распространения болезней. Всего к концу января 1942 года в результате массовых казней, смерти от холода и голода в Литве погибло 185 000 евреев (80 % жертв Холокоста в Литве). К этому времени в гетто Вильнюса было около 20 000 евреев, Каунаса — 17 000, Шяуляя — 5000, Швянчёниса — около 500 человек.
4—5 апреля 1943 года в Понарах были убиты все 4000 человек, узников гетто в Швянчёнисе и ряда небольших гетто в окрестностях Вильнюса. 21 июня Генрих Гиммлер издал приказ о ликвидации всех гетто и передаче оставшихся евреев в концентрационные лагеря. В конце лета управление гетто было передано от гражданских властей органам СС. С 6 августа по 23 сентября 1943 года прошла депортация узников вильнюсского гетто. 23 июня 1943 года Каунасское и Шяуляйское гетто были преобразованы в концентрационные лагеря, которые просуществовали до времени прихода Красной Армии, в июле 1944 года.
На территории Литвы осуществлялись также убийства иностранных евреев, депортированных нацистами из европейских стран. Всего на территории Литвы было убито от 8 до 10 тысяч польских евреев и 6 тысяч евреев из других стран Европы.
Существенную роль в геноциде сыграло содействие нацистам местного населения. Холокост замалчивался в советской Литве, как и во всём СССР. После восстановления независимости Литвы тема Холокоста вообще и оценка деятельности коллаборационистов в частности является предметом научных исследований и вызывает дискуссии в обществе и среди учёных.

## Сопротивление
Большая часть антинацистского сопротивления в Литве состояла из польских и советских партизан. Они начали саботаж и партизанские действия против немецких войск сразу после нацистского вторжения в 1941 году. В 1941 году в Литве действовало 12 советских партизанских отрядов и групп (около 600 человек), к лету 1942 — 12 отрядов и 24 группы (более 1400 человек). Однако в 1942 году немцам удалось полностью разгромить несколько отрядов.
Наиболее важной польской организацией сопротивления в Виленском крае Литвы, как и в оккупированной Польше, была Армия Крайова. Она опиралась на польское население края и имела ярко выраженный националистический характер, что влекло негативное отношение к АК со стороны литовского населения. Командование АК по Виленскому краю возглавлял Александр Кшижановский. Отряды АК держались обособленно как от советских партизан, так и от литовских националистических отрядов, практически не пытались проводить совместные операции и даже вступали с ними в боевые столкновения. Польские партизаны попытались взять власть при освобождении Вильнюса от немецких войск в 1944 году, однако это им не удалось.
Деятельность советских партизан в Литве частично координировалась Литовским штабом партизанского движения (ЛШПД), созданным в ноябре 1942 года и возглавляемым Антанасом Снечкусом, и частично Центральным штабом партизанского движения в СССР. В декабре в немецкий тыл была заброшена оперативная группа ЛШПД во главе с М. Ю. Шимаускасом, которая в феврале 1943 года перебралась из Белоруссии в Литву и приступила к активной работе по созданию новых партизанских отрядов, после чего их численность стала расти. До лета 1943 года существенную часть советских партизан составляли бежавшие из гетто и концлагерей евреи. 

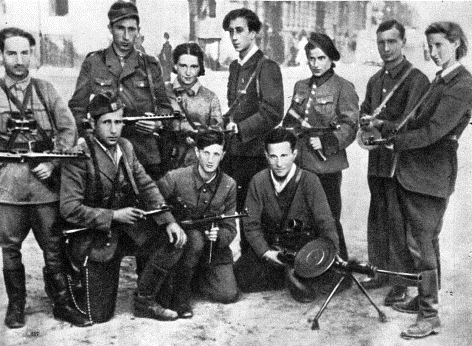
Подпольщики вильнюсского гетто. В центре стоит поэт и командир подполья Абба Ковнер

Еврейские партизаны в Литве активно участвовали в военных действиях против нацистской оккупации. В сентябре 1943 года Объединённая партизанская организация, возглавляемая Аббой Ковнером, пыталась начать восстание в Виленском гетто, а потом занималась диверсиями и партизанскими действиями против нацистского режима. К 1 апреля 1943 года на территории генерального округа «Литва» действовали 29 советских партизанских отрядов общей численностью в 199 человек, состоявших в основном из бежавших из гетто и концлагерей евреев. К лету 1944 года численность еврейских партизанских отрядов в Литве составляла 700 человек. Среди командиров, кроме Аббы Ковнера, известны Генрих Зиманас, Хаим Елин и Иосиф Глазман. По мнению Ильи Альтмана, общая численность еврейских партизан в Литве превышала 1000 человек. В 1943 году начался приток к партизанам дезертиров из создаваемых оккупантами коллаборационистских формирований (полиция, «литовские строительные батальоны» и т.д.
В конце 1943 года в Литве действовали уже 56 отрядов и групп советских партизан, а к моменту освобождения осенью 1944 года в Литве действовало 11 отрядов советских партизан, объединённых в Вильнюсскую и Тракайскую партизанские бригады и ещё 83 самостоятельных отряда. В общей сложности, в 1941—1945 годы в Литве действовало свыше 9 тыс. советских партизан, ими было уничтожено 10 тыс. оккупантов и их пособников, разгромлено 18 гарнизонов, организовано крушение 364 эшелонов, выведено из строя 577 паровозов и 2 тыс. вагонов, подорвано и сожжено 125 мостов и 48 казарм, а также ряд складов и иных объектов, выведено из строя 539 км линий связи и уничтожено 4123 железнодорожных рельса.
«Третьей силой» литовского сопротивления был ряд националистических организаций, также создававших вооружённые и подпольные отряды и группы. В их составе были члены довоенных политических партий Литвы: «таутинники» (Союз литовских националистов), «ляудинники» (Литовский народный союз крестьян), Литовской христианско-демократической партии, Социал-демократической партии Литвы, Союза стрелков Литвы. Более того, под влиянием реалий оккупации и разочарования от действий германских оккупационных властей в оппозицию к ним ушли часть членов ранее прогерманских Литовского фронта активистов и Литовской освободительной армии. Основными методами их деятельности были саботаж, вербовка новых членов, укрывательство сторонников от оккупантов, пропаганда, накопление сил и иные виды пассивного сопротивления оккупантам. Единственной их заслугой в борьбе против гитлеровцев можно считать лишь срыв ряда мобилизаций литовского населения на службу в полицейских формированиях и на тыловые работы. Главной задачей их руководители считали провозглашение послевоенной независимости Литвы при поддержке США и Великобритании, а роль своих вооружённых формирований видели в сдерживании Красной Армии до того времени, пока войска союзников не придут в Литву. Поэтому эти формирования можно относить к Сопротивлению лишь условно и, более того, все они в той или иной степени были замешаны в литовском коллаборационизме.

## Результаты
В период немецкой оккупации на территории Литвы было убито 700 тыс. человек — 666 тыс. советских граждан (в том числе 370 тыс. жителей Литовской ССР и 230 тыс. советских военнопленных), а также граждане Австрии, Бельгии, Голландии, Монако, Польши, Франции и Чехословакии, ещё 70 тыс. были вывезены на принудительные работы и бежали из страны.
В период оккупации каратели полностью сожгли 20 деревень и хуторов. В дальнейшем, при отступлении, немецкие войска применяли тактику «выжженной земли». В целом ущерб экономике Литовской ССР составил 17 млрд. советских рублей. На территории Литовской ССР были сожжены и разрушены 80 тыс. зданий (в том числе 2 тыс. зданий промышленных предприятий, 56 электростанций, 72 больницы, поликлиники и амбулатории, 712 школ, 15 научных учреждений, 26 тыс. жилых домов, театры, клубы и др.), Клайпедские речной и морской порты, угнан в Германию подвижный железнодорожный состав и разрушены железные дороги.